# Abraxas sinopicaria
Abraxas sinopicaria là một loài bướm đêm thuộc họ Geometridae. Nó được Wehrli miêu tả năm 1934. Nó được tìm thấy ở Tứ Xuyên ở Trung Quốc.